# フローキ・ビリガルズソン

9世紀にアイスランドに航行したスカンジナビア人の、最初期の航路。フローキの航路は緑色で示されている。

フローキ・ビリガルズソン (Hrafna-Flóki Vilgerðarson、b. 9th century) は、アイスランドに航行した最初のノース人である。

## アイスランドへの旅
植民の書によれば、ノルウェーに住んでいたフローキは、西方に「ガルズショルミ (Garðarshólmi)」と呼ばれる島があるという話を聞き、家族と家畜を連れて、その島を目指して旅立った。ノルウェーの西部 (en) を出発した船はまずシェトランド諸島に着いた。ここで彼の娘が溺死したと言われている。そこを出て次はフェロー諸島に着いた。ここでは、娘が現地で結婚したと言われている。ここでフローキは、目指す島の場所を探すために三羽のワタリガラスを捕まえて船にのせた。このことから彼は「カラスのフローキ (Raven-Floki、古ノルド語またはアイスランド語で Hrafna-Flóki)」と呼ばれるようになった。
このときフローキは、ソーロールヴ (thorolf/Þórólfr) という名の農夫と、ヘルヨールヴ (Herjolf/Herjólfr)、ファクシ (Faxe/Faxi) という二人の男性を連れていた。フェロー諸島を出発してからしばらくして、フローキは三羽のカラスを放した。自由になったカラスのうち、一羽はフェロー諸島に戻る方角に飛び、一羽は空を舞った後に船に戻ったが、もう一羽は北西に向かって飛び、戻らなかった。それをみたフローキは陸地が近いことを悟り、その三羽めの後を追った。

## 上陸
レイキャネース半島として知られる半島を通りすぎて、一行は大きな湾に船をつけた。ファクシは「素晴らしい土地を発見した」と言い、それ以来、この湾は彼の名を取って「ファクサ湾 (Faxaflói、Faxi's bay の意)」と呼ばれるようになった。
フローキはバルザストロントのヴァスフィヨルズル (en) に宿営した。夏の間は非常に快適であったが、かえってそのために、その次の冬にフローキは病を得た。春を待つ間にフローキは宿営地のあたりでもっとも高い山に登り、近くに氷に覆われた巨大なフィヨルド、イーサフィヤルザルデュープがあるのを確認した。このことから彼は、この地をアイスランドと名付けた。この山は現在、ノンフェル山 (Nónfell、現在のイーサフィヨルズゥルからイーサフィヤルザルデュープの河口をはさんだ対岸) ではないかと言われている。

## ノルウェーへの帰還
その後フローキの一行はノルウェーに戻った。そこで新しく見つけた島について聞かれたとき、フローキは「大した価値のない島だ」、ヘルヨールヴは「いいところも悪いところもある」と答えたが、ソーロールヴは「島の麦はどれも、バターが滴るほど実り豊かであった」と言ったことから、「バターのソーロールヴ 」(Thorolf Butter、アイスランド語; Þórólfur smjör) と呼ばれるようになった。

## 名前について
「ビリガルズソン」は「ビリガルダルの息子」を意味する父称であり、姓ではない。また同名の者と区別するためにあだ名を付けて呼ぶことがあり、それがフローキの場合「カラス」、ソーロールブには「バター」であった（関連項目参照）。